# ガス灯

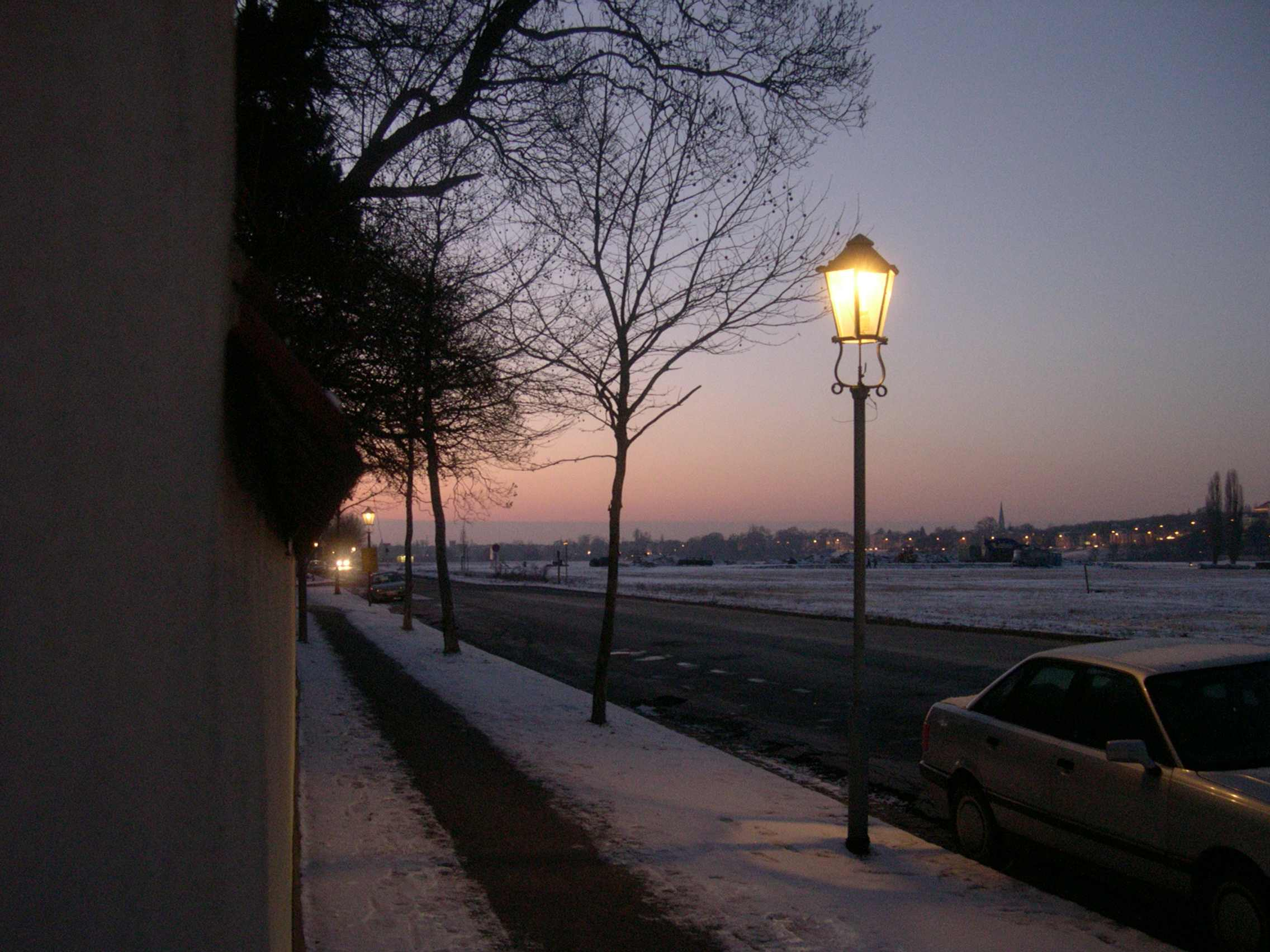
ガス灯

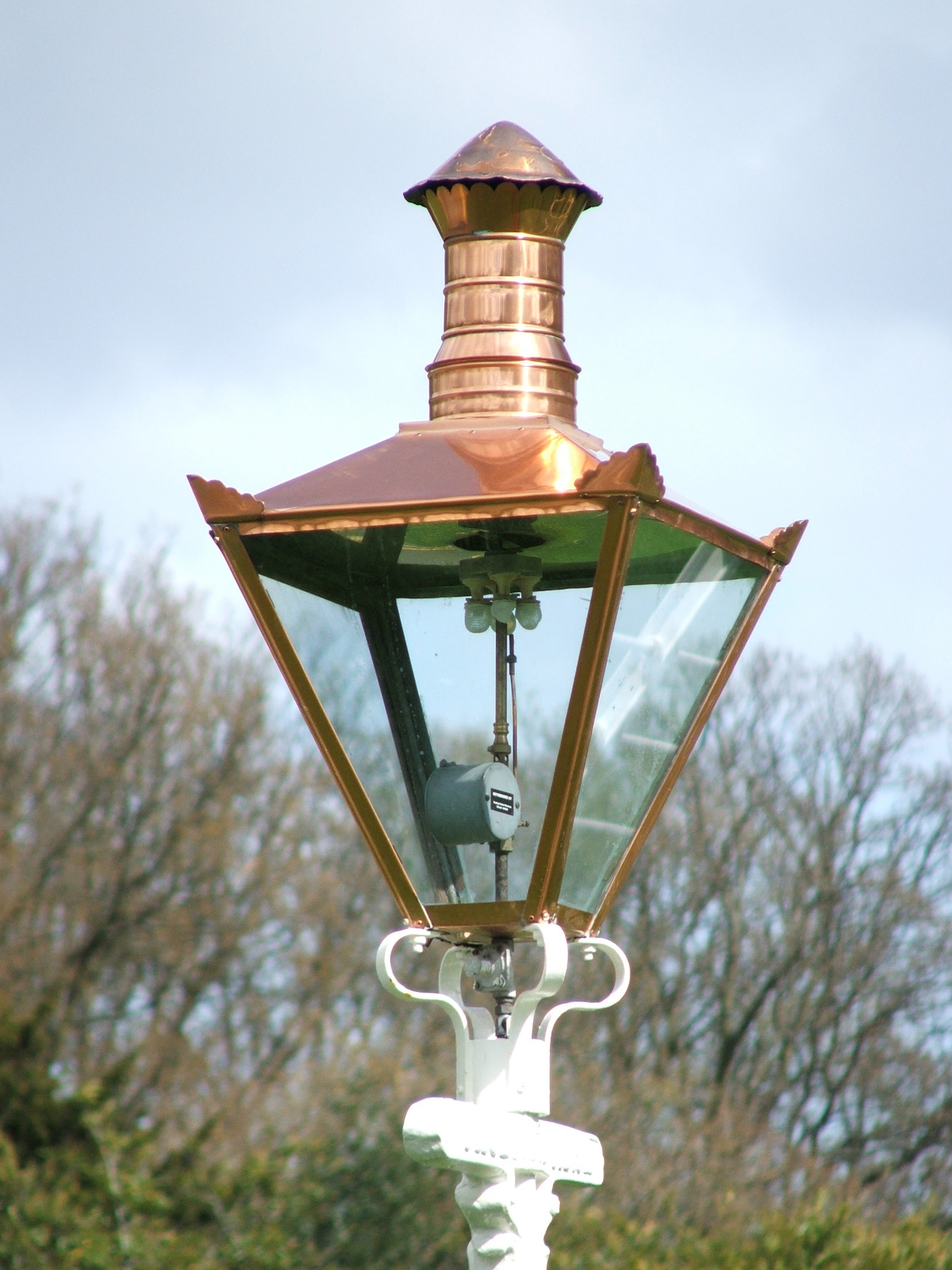
ランプ部分の拡大

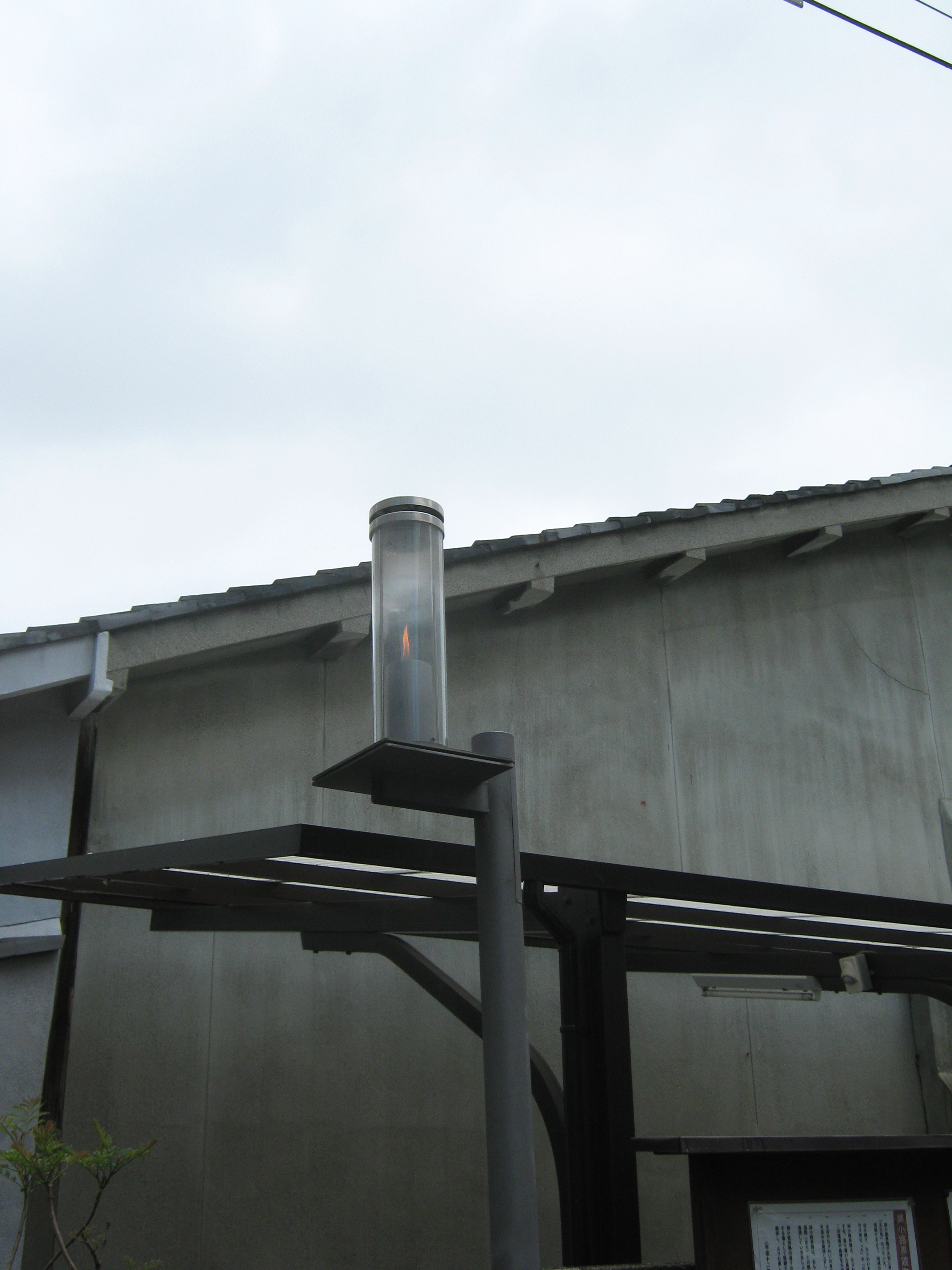
姉小路通、京都市中京区

ガス灯（ガスとう）は、ガス燃料の燃焼による照明。

## 種類

### 魚尾灯
18世紀末、スコットランドのウィリアム・マードック（William Murdoch）がガスの燃焼を利用した照明を考案した。初期のガス灯は、直接火口から火を点灯し、炎を直接明かりとして利用するものだったため、光量を上げる必要があり、火口を平たくしてガスの放出面積を広げ扇形の炎が出るようにしていた。このタイプのガス灯は炎の形状から魚尾灯と呼ばれた。魚尾灯の明るさは約15ワット程度とされている。
イングリッド・バーグマンの主演で知られる「ガス燈」は、舞台設定が1875年で魚尾型の時代であるが、現れるガス灯のほとんどはガスバーナーのような単管の裸火タイプである。

### 白熱ガス灯
白熱ガス灯は燭光を強めるためガスマントルを利用したガス灯である。1886年（明治19年）、オーストリアの化学者のカール・ヴェルスバッハ（Carl Auer von Welsbach）が、麻や木綿などの網袋にトリウムやセリウムといった金属化合物を含浸させたガスマントルを発明した。ガスマントルを炎に被せて高温にすることで、その熱輻射を使用して明るくするもので従来のガス灯の約5倍の明るさとなった。
従来の裸火のガス灯と区別する為に白熱ガス灯という。現在見ることのできるガス灯の大半はこの白熱ガス灯である。

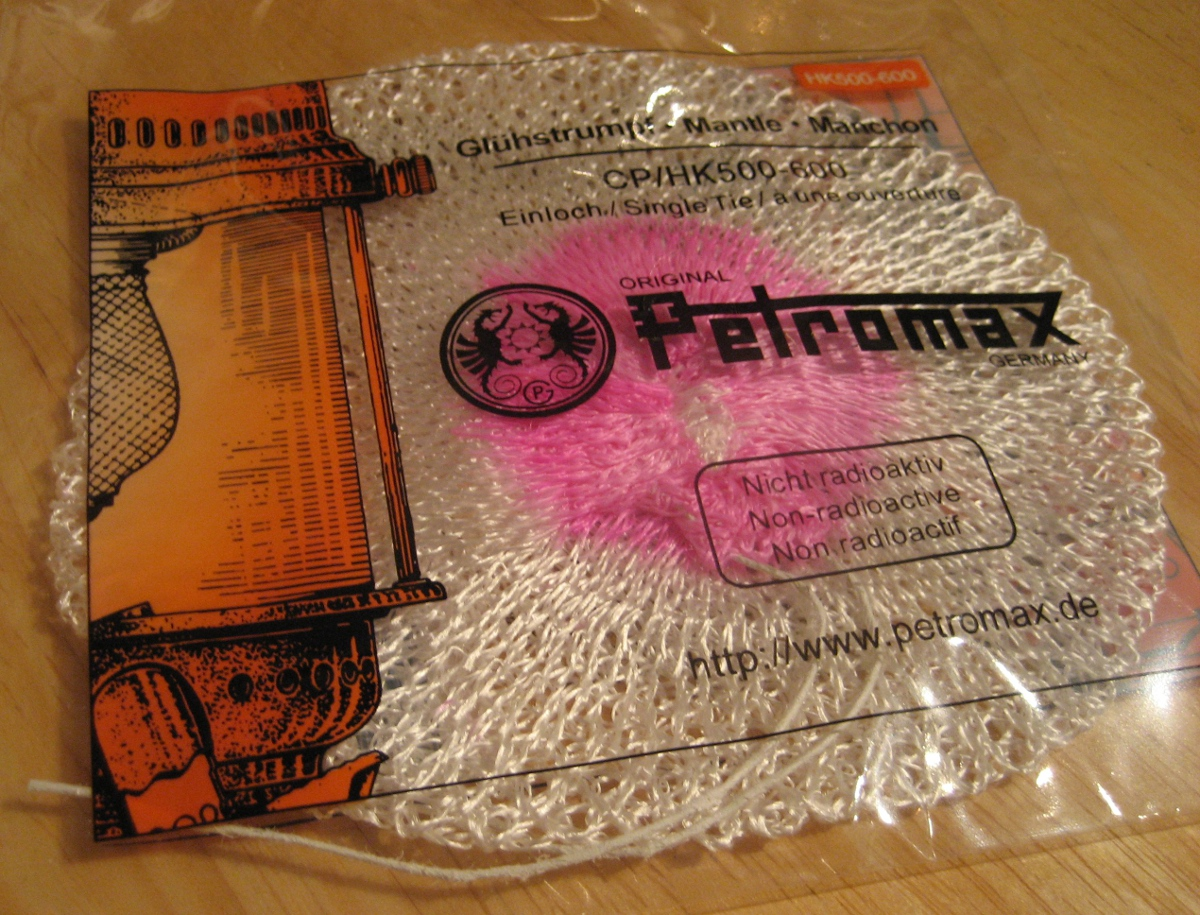
マントルのパッケージ
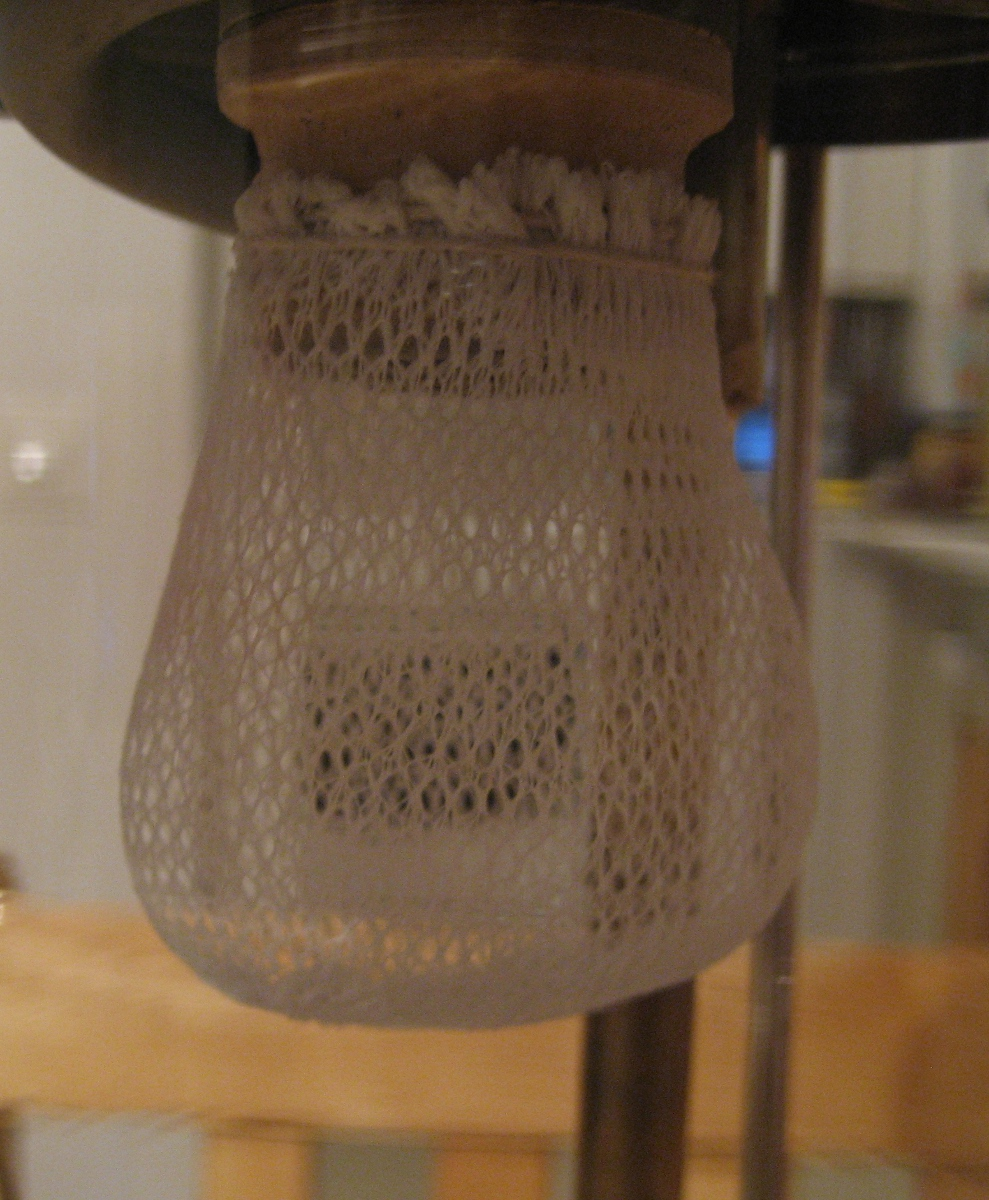
マントルを被せた状態
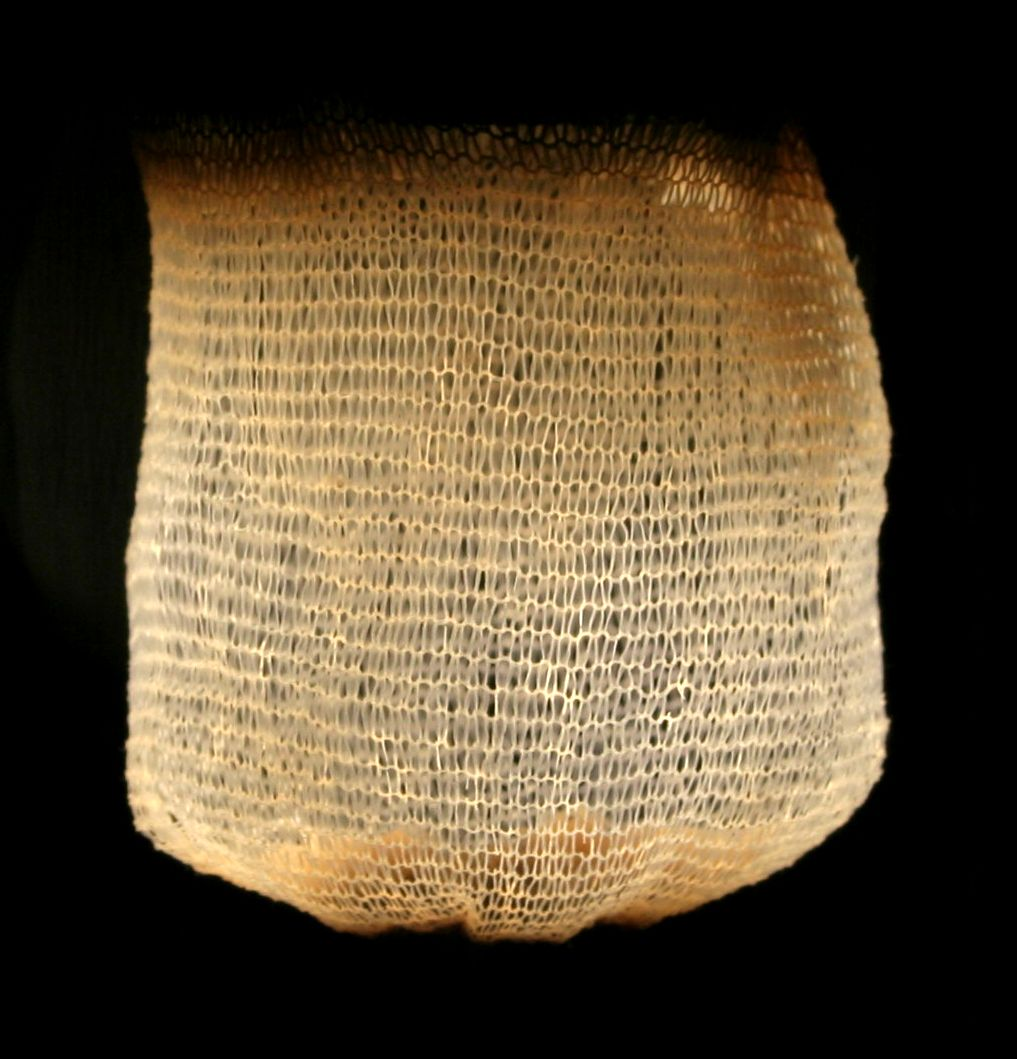
白熱するマントル

## 歴史

### 欧米
1792年、イギリス人技師のウィリアム・マードックが、自分の小屋で石炭から出るガスによる照明の実験に成功。1797年にはイギリスのマンチェスターでガス灯が設置された。1886年にはオーストリアの化学者のカール・ヴェルスバッハがガスマントルを用いた白熱ガス灯を発明した。
産業革命後、工場の稼働率を上げるため夜間照明への期待が高まり、ガス灯が使用されたものの、作業用照明としては明るさが不足していた。また、19世紀半ばには一般家庭の室内照明としてもガス灯は普及していたが、当時のガス灯は爆発の危険もあり室内の使用に適したものではなかった。ガス灯を使用すると室内の壁が黒ずんだり、硫黄臭やアンモニア臭が発生することもあった。また、ガス灯の使用は大量の酸素を必要としたため、室内の人にめまいや頭痛を引き起こすこともあった。
そこで19世紀半ば以来、ガスではなく電気を利用したアーク灯や白熱電球などの電灯が開発された。白熱光による照明の開発には20人以上の発明家が取り組み、1870年代末にイギリスのジョゼフ・スワンやアメリカのトーマス・エジソンによって白熱電球が生み出された。

### 日本
日本においても18世紀頃には、既に越後地方において「陰火」（いんか）として天然ガスの存在が知られており、ガスを灯火として用いた最古の記録としては、安政の大地震以前に盛岡藩の医師であった島立甫が、亀戸の自宅においてコールタールから発生させたガスを灯火として燃焼させたことが記されており（石井研堂『明治事物起原』より）、また同時期に盛岡藩の医師・鉱山技術者大島高任が水戸藩の建設した那珂湊反射炉の燃焼ガスを用いて照明とした記録（大島信蔵編『大島高任行実』より）や鉱山の石炭ガスを燃焼させて灯火として燃やした例などがある。
1857年（安政4年）には鹿児島県鹿児島市の仙巌園において、既存の石灯籠にガスの管を繋ぎ、照明としてガスを燃焼させた。この装置の製作を命じたのは島津斉彬であり、藩内各地において同様の装置を設置する構想も立てていたが、翌年の急逝で構想は流れた。

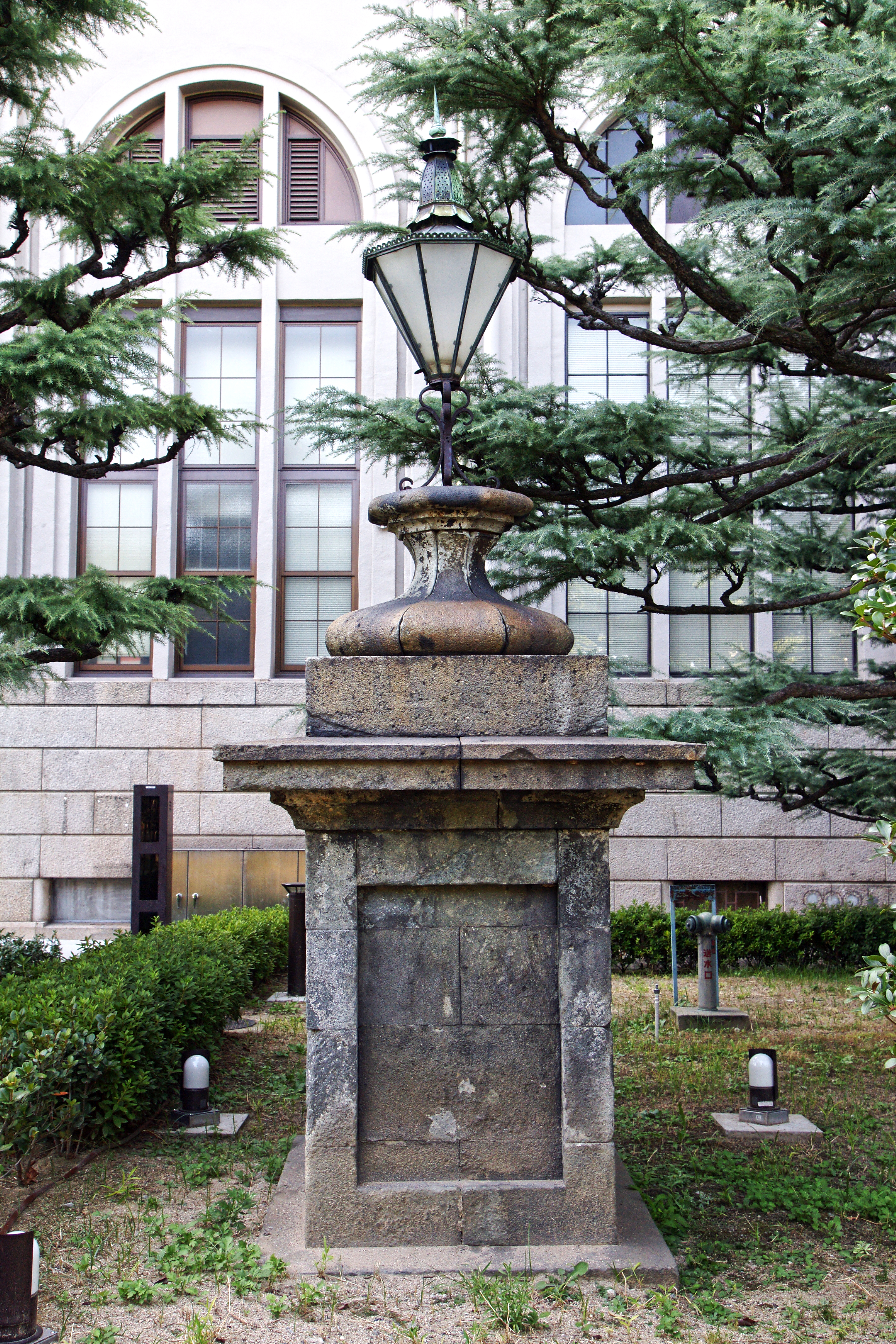
造幣局創業当時（1871年）のガス灯

明治時代に入ってから本格的な西洋式ガス灯の照明器具が用いられるようになった。日本で最初に西洋式ガス灯が灯されたのは1871年（明治4年）、大阪府大阪市の造幣局周辺においてで、機械の燃料として用いていたガスを流用する形で工場内および近隣の街路にてガス灯が点灯された。その時使われたガス灯の器具は造幣局内に現存する。
翌年の1872年（明治5年）9月1日に、実業家高島嘉右衛門とフランス人の技師プレグランの尽力により、神奈川県横浜市に最初のガス灯が造られ、日本におけるガス利用に先鞭をつけた。伊勢山下石炭蔵跡（現在の横浜市中区花咲町・本町小学校あたり）に横浜瓦斯会社が造られガス灯が一般事業として運営されるようになり、同年9月29日にガス灯が横浜の大江橋（桜木町駅近く現在の国道16号橋）から馬車道・本町通界隈に設置された。横浜市立本町小学校内にガス灯が保存されている。翌1873年には、銀座にもガス灯が建設された。当時、これらのガス街灯の点灯・消灯をする業務にあたる人を点消方（てんしょうかた）といった。1880年11月、2世新七の歌舞伎「木間星箱根鹿笛」（このまのほしはこねのしかぶえ）初演（新富座）で、幽霊の出没にガス灯を使用した。
配管・配線による供給が難儀し、一般家庭や店舗の門灯・軒灯はまだ石油ランプが一般的であった。

### 電灯の普及とその後
ガス灯には、煙の臭いがする、および火災の危険性という欠点がある。電灯の発明と配電システムの普及により、屋内用の照明としてのガス灯は、これらの欠点のない電灯に需要を奪われた。早くも1913年（大正2年）には、東京市内から姿を消している。第二次世界大戦後の一時期には、国内の電力需要がひっ迫、連日のように停電が続くようになると夜間営業を行う飲食店などがガス灯に切り替える例や、電球入手の困難さから家庭内で使われる卓上のガス灯が販売された時期もあったが、電力が安定すると共に再び電灯が寡占した。
煙の臭いや火災の危険性などの欠点があるガス灯は屋内照明としては廃れていった。屋外では観光や趣のある景観の街灯としての使用がみられる。なお、ガス灯の燃料としての都市ガスの供給設備などのインフラは、調理用や暖房用のガス器具への燃料供給設備としてその後も整備が続けられている。

## ガス灯が設置されている地域・場所
ガス灯は電球の発達によって廃れていったが、現在都市景観や店舗エクステリアのアイテムとして用いられたり、レトロブームにより復元されたり、モニュメントとして照明にガス灯を使用している地域がある。
以下に、ガス灯が設置されている日本の主な場所を挙げる。
- 北海道釧路市 幣舞橋
- 北海道釧路市 釧路港設置
- 北海道釧路市 港文館設置
- 北海道小樽市 小樽運河
- 北海道函館市 旧函館区公会堂設置
- 北海道札幌市 サッポロビール園
- 北海道札幌市 北海道庁旧本庁舎設置

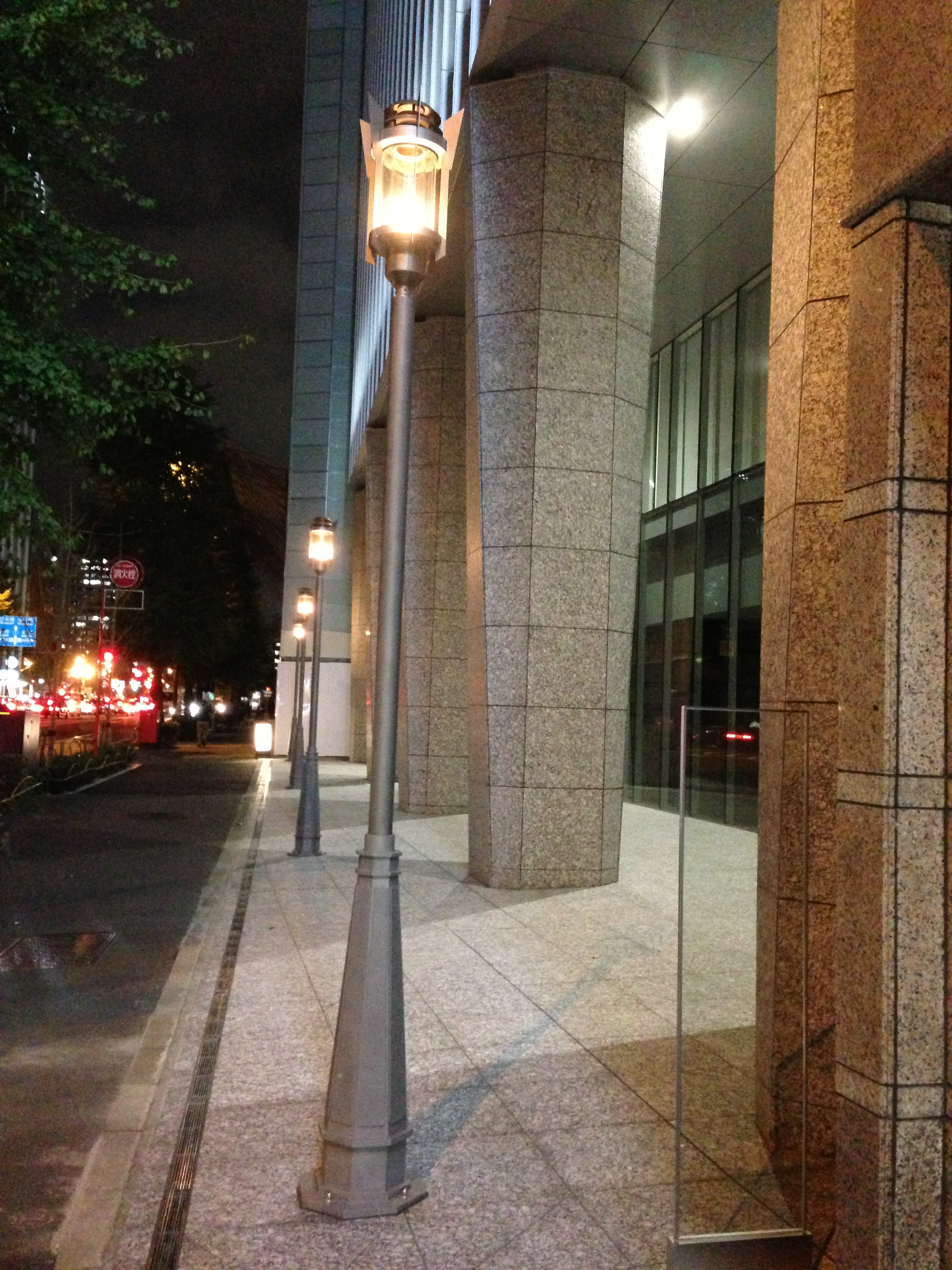
日本ガス協会ビル

- 北海道旭川市 中原悌二郎記念旭川市彫刻美術館
- 北海道旭川市 井上靖記念館設置
- 岩手県盛岡市 中の橋袂、盛岡城堀跡、郊外の松園ニュータウンなど。寄贈した岩手県都市ガス協会による説明板付き。
- 岩手県釜石市 鉄の歴史館前。日本で最初期にガス灯をともした大島高任の記念として岩手県都市ガス協会が寄贈したもの。
- 宮城県仙台市 仙台駅西口 - ガス灯数は110基で全て英国製。自動点灯装置付き。設置されている道は東五番丁通り・青葉通り・駅前通りなど。
- 山形県尾花沢市 銀山温泉
- 茨城県日立市 東京ガス日立支店前に2基設置
- 群馬県前橋市 駅前や市役所前、前橋文学館前など市内の複数の箇所に設置されている。
- 千葉県四街道市 JR総武本線四街道駅南口・めいわガス灯通り - 自動点灯装置付き。2016年3月31日、228基のうちの6基を「メモリアル」（記念物）として残し、残る222基は全てLED化された[12][13]。デザインは現代調。LED化以前の全長2238mは世界最長。228基は日本最大であった[14]。
- 千葉県浦安市 東京ディズニーシー内、アメリカンウォーターフロント。20世紀初頭のニューヨークというテーマ性に基づいている。
- 千葉県大多喜町　天念ガス記念館前に3基設置。
- 埼玉県春日部市　春日部市役所前に3基設置（灯火運用は停止されている）
- 埼玉県さいたま市大宮区 株式会社サイサン本社前の国道17号歩道脇
- 東京都新宿区 新宿区役所正面に設置されている｢平和の灯｣は、数少ない裸火式のガス灯である。
- 東京都港区 日本ガス協会ビル前
- 東京都港区 新芝運河沿緑地 旧東京ガス用地前の運河沿い遊歩道に二灯式のガス灯10基が設置されている。
- 東京都港区 芝浦公園　東京ガス用地だった場所が公園となっており二灯式のガス灯が設置されている。
- 東京都中央区 京橋記念碑の横に設置されている。京橋は東京のガス灯の発祥の地である。（東京では、京橋 - 金杉橋にガス灯が設置された）
- 東京都文京区 湯島天神
- 東京都千代田区 山の上ホテル
- 東京都目黒区 恵比寿ガーデンプレイス内にあるフレンチレストラン「ジョエル・ロブション」前。
- 東京都小平市 GAS MUSEUM がす資料館 裸火式に復元された横浜のガス灯を初め、上野や足利、ロンドンやパリのガス灯など、17基のガス灯が点灯された状態で展示されている。
- 東京都福生市 武陽ガス本社別館敷地内 本社裏手の道路際に立ち、常時点灯されている。
- 神奈川県横浜市中区 馬車道、山下公園通り
- 神奈川県横浜市磯子区 東京ガス根岸LNG基地
- 神奈川県横浜市鶴見区 東京ガス鶴見支社ビル前
- 神奈川県横須賀市大滝町　三笠通り商店街入口
- 静岡県静岡市駿河区 久能街道 静岡ガス本社ビル前
- 静岡県浜松市 浜松駅北口
- 静岡県下田市 ペリーロード（第7回（平成6年度）静岡県都市景観賞 最優秀賞（静岡県知事賞））
- 愛知県名古屋市熱田区 金山駅南口
- 愛知県豊橋市 ココラフロント、中部ガス本社
- 石川県金沢市 ひがし茶屋街、にし茶屋街、主計町茶屋街
- 京都府京都市中京区姉小路通、京都でのガス事業発祥の地
- 大阪府大阪市中央区 三休橋筋　四街道市のものを抜いて、最長になっていると思われる。[要検証 – ノート]
- 大阪府大阪市中央区 心斎橋　歩道橋となった心斎橋だが、欄干、瓦斯灯などが復元されている。
- 大阪府大阪市中央区平野町 大阪瓦斯本社玄関。通称ガスビル。（※登録有形文化財）
- 大阪府大阪市北区 造幣局　旧造幣局正門前。大阪のガス灯発祥の地。
- 兵庫県神戸市中央区 相楽園内旧ハッサム住宅前 1874年に神戸外国人居留地に設置されていたガス灯であり、現存する中では日本最古のガス灯である。
- 兵庫県神戸市中央区 ハーバーランド内メインストリート（デザインは現代的）
- 兵庫県神戸市中央区 旧居留地の西北角、1ブロック丸々を占める大丸神戸店の四周のうち、西、北、東の三辺。ヴォーリズ設計の旧ナショナルシティバンク神戸支店をはじめ三棟の近代建築が並ぶ南側のみLEDによる疑似瓦斯灯となっている。
- 兵庫県神戸市中央区 神戸市役所前花時計広場。
- 兵庫県西宮市 市役所前。姉妹都市より送られたもの。
- 山口県下関市　市役所周辺、あるかぽーと、旧英国領事館
- 山口県山陽小野田市　JR小野田駅周辺、小野田橋
- 山口県山口市　山口合同ガス山口支店
- 山口県周南市　周南市文化会館
- 香川県高松市（丸亀町商店街）百十四銀行高松支店前
- 長崎県長崎市 思案橋から崇福寺電停まで27基のガス灯が設置されている。

## 廃止または撤去されたガス灯
以前にガス灯が設置されていたものの、現在では使用されていなかったり、撤去されているものも存在する。
以下に、それらの場所を挙げる。
- 福島県会津若松市 駅前交差点 駅前の商業施設（会津サティ）の閉店・解体に伴い使用されなくなった。照明設備そのものは撤去されてはいないが、電気を利用した照明器具に改造して使用されている。
- 静岡県三島市 宮さんの川通り。ガス灯の灯具をそのまま利用した電灯に変更されている。

## 灯外内管・灯内内管
都市ガスの配管において、使用者の敷地内のガス設備を供給内管と言うが、ガスメーターを挟んで道またはボンベからメーターまでを灯外内管と言い、メーターから器具までの管を灯内内管と言う。それはガス灯が盛んだった時代にガス灯内のガス管に使われていた名称の名残である。